# 巴奈 (摩泽尔省)
巴奈（法語：Bannay，法語發音：[banɛ] ⓘ；洛林语：Bénaïe）是法国摩泽尔省的一个市镇，属于福尔巴克-布莱摩泽尔区。

## 地理
巴奈（49°7'38"N, 6°28'4"E）面积4.11 平方千米，位于法国大東部大區摩泽尔省，该省份为法国东北部内陆省份，是洛林的一部分，西南接默尔特-摩泽尔省，东临下莱茵省，北与卢森堡和德国接壤。
与巴奈接壤的市镇（或旧市镇、城区）包括：尼德河畔比永维尔、布鲁克、瓦里兹-沃东库尔。

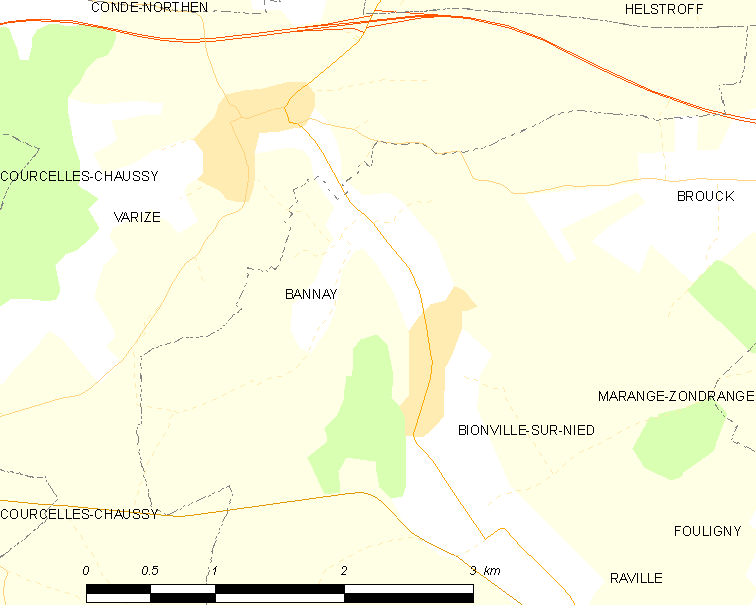
的OSM定位图

巴奈的时区为UTC+01:00、UTC+02:00（夏令时）。

## 行政
巴奈的邮政编码为57220，INSEE市镇编码为57048。

## 政治
巴奈所属的省级选区为布莱摩泽尔县。

## 人口

1962-2008年间人口变化图示

巴奈于2022年1月1日时的人口数量为75人。